# Adelboden
Adelboden é uma comuna da Suíça, no Cantão Berna, com cerca de 3.552 habitantes. Estende-se por uma área de 88,42 km², de densidade populacional de 40 hab/km². Confina com as seguintes comunas: Diemtigen, Frutigen, Kandersteg, Lenk im Simmental, Leukerbad (VS), Sankt Stephan.
A língua oficial nesta comuna é o Alemão.